# Преданный
«Преданный» (англ. Betrayed) — американский кинофильм режиссёра Коста-Гавраса, вышедший на экраны в 1988 году. Сценарий ленты написал Джо Эстерхаз, главные роли исполнили Том Беренджер и Дебра Уингер. Американская премьера фильма состоялась 26 августа 1988 года.

## Сюжет
В Чикаго убит ведущий популярного радиошоу Сэм Краус. Его труп находят в гараже вместе с надписью ZOG (Сионистское оккупационное правительство). В своей передаче Сэм затрагивал острые социальные проблемы, и расисты решили ему отомстить.
ФБР решает найти убийц популярного журналиста. Есть сведения, что к убийству причастна группа белых расистов из сельских районов Среднего Запада. А главный подозреваемый — некто Гэри Симмонс. ФБР решает внедрить своего агента — привлекательную женщину Кэтрин Филлипс в сельский район под именем Кэти Уиверс.
Кэти начинает свою новую жизнь в деревне — теперь она комбайнёр и должна убирать урожай на ферме Гэри Симмонса. Там Кэти и знакомится с Гэри. Гэри в прошлом воевал во Вьетнаме, был женат, но овдовел. У него осталось двое детей — сын и дочь. Кэти знакомится с ними, а также и с матерью Гэри.
Сам Гэри красив, добр и мужественен, и Кэти полагает, что он не виновен. Между Кэти и Гэри возникает дружба, которая постепенно перерастает в любовь. Детям Гэри Кэти тоже нравится, да и она сама к ним привязывается. Когда работа по сбору урожая завершена, Гэри просит Кэти остаться у него насовсем.
Он фактически предлагает Кэти стать его женой. И теперь он готов открыть своей избраннице страшную тайну. Оказывается Гэри — расист, и он убивает чернокожих. А сама Кэти тоже должна готовиться к своей первой «охоте». Теперь Кэти Уиверс стоит перед выбором: кого же предать — свои идеалы и долг или человека, которого она полюбила.

## В ролях
- Том Беренджер — Гэри Симмонс
- Дебра Уингер — Кэтрин Уиверс или Кэти Филлипс
- Джон Херд — Майкл Карнес или Майк
- Джон Махони — коротышка
- Бетси Блэр — Глэдис Симмонс
- Тед Ливайн — Уэс
- Джеффри ДеМанн — Бобби Флинн
- Альберт Холл — Эл Сандерс
- Дэвид Кленнон — Джек Карпентер
- Роберт Суон — Дин
- Мария Вальдес — Рэйчел Симмонс
- Брайен Босак — Джо Симмонс
- Ричард Либертини — Сэм Краус
- Клиффорд Пеллоу — преподобный Рассел Джонсон
- Алан Уайлдер — Даффин
- Тимоти Хаттон — жонглёр на ярмарке

## Отзывы
- На сайте IMDb фильм получил рейтинг 6,2 балла (всего проголосовало 2 645 человек), причём примерно равное количество респондентов дало фильму оценки 7 и 6 баллов (примерно по 25 % от проголосовавших)[1].
- Сайт Rotten Tomatoes дал фильму рейтинг 38 %: из 13 критиков 5 оценили фильм положительно. Фильм получил средний рейтинг 5,8 баллов по десятибалльной шкале[2].

## Интересные факты
- Этот фильм упомянут в сериале «Сайнфелд» в эпизоде «Возвращение» (англ. The Comeback).

## Другие названия
- Betrayed, Summer Lightning
- Измена, Предательство
- La main droite du diable
- Betrayed — tradita
- El sendero de la traición
- El camí de la traïció
- To stigma tis prodosias